# Fitzroy Dunkley
Fitzroy Junior Dunkley (20 maggio 1993) è un velocista giamaicano.

## Palmarès
| Anno | Manifestazione   | Sede           | Evento        | Risultato  | Prestazione | Note             |
| ---- | ---------------- | -------------- | ------------- | ---------- | ----------- | ---------------- |
| 2015 | Universiadi      | Gwangju        | 400 m piani   | Semifinale | dns         |                  |
| 2016 | Mondiali indoor  | Portland       | 400 m piani   | Semifinale | 47"13       |                  |
| 2016 | Mondiali indoor  | Portland       | 4×400 m       | 4º         | 3'06"02     |                  |
| 2016 | Giochi olimpici  | Rio de Janeiro | 400 m piani   | Batteria   | 45"66       |                  |
| 2016 | Giochi olimpici  | Rio de Janeiro | 4×400 m       | Argento    | 2'58"16     |                  |
| 2018 | Campionati NACAC | Toronto        | 400 m piani   | Bronzo     | 45"76       |                  |
| 2018 | Campionati NACAC | Toronto        | 4×400 m       | Finale     | dq          |                  |
| 2019 | World Relays     | Yokohama       | 4×400 m mista | Batteria   | 3'18"47     | Record nazionale |